# Epidendrum fulgens
Espèce
Epidendrum fulgens est une espèce d'orchidées originaire du Brésil.
Elle pousse sur les plages de la restinga entre Rio de Janeiro au nord et le Rio Grande do Sul au sud.